# Abdelmajid Chaker
Pour les articles homonymes, voir Chaker.
Abdelmajid Chaker (arabe : عبد المجيد شاكر), né le 23 mars 1927 à Sfax et mort le 25 octobre 2021 à Tunis, est un militant nationaliste et homme politique tunisien. 

## Biographie
Abdelmajid Chaker est le frère du militant Hédi Chaker.
Il appartient à une famille proche du Néo-Destour où émerge son frère Hédi qui en est son dirigeant à Sfax.
Pour sa part, il préside le bureau provisoire de l'Union générale des étudiants de Tunisie (UGET) en mars 1952. Une nouvelle présidence du bureau exécutif de l'UGET, débutée le 23 juillet 1955, est controversée par le fait qu'il est recommandé par le Néo-Destour et n'est pas délégué au congrès, ce qui est contraire au règlement intérieur.
Il est arrêté fin avril 1952 et condamné à dix ans de prison pour avoir mené une action de tracts et de fabrication de bombes artisanales. Il est gracié en 1954 et rejoint la France pour terminer ses études de droit.
Habib Bourguiba le désigne en août 1956 comme directeur du Néo-Destour en remplacement de Taïeb Mehiri. Il intègre son bureau politique en avril 1957. Durant son mandat, il joue un rôle tactique important durant la crise de Bizerte et dans le tournant socialiste. Il est élu trois fois député, en 1959, 1964 et 1969.
Il occupe les postes de ministre de l'Agriculture, du 3 avril 1962 au 11 novembre 1964, et de l'Information, du 11 novembre 1964 au 5 septembre 1966, alors que Mohamed Sayah le remplace à la direction du Néo-Destour, devenu le Parti socialiste destourien (PSD), le 11 novembre 1964.
Chaker, partisan de l'expérience de collectivisation menée par Ahmed Ben Salah, le soutient dans l'ultime réunion du Conseil de la république tenue le 3 septembre 1969. À la suite de son éviction, il est écarté du cercle des décideurs alors que l'on met fin à l'expérience socialiste.
Bien qu'il soit élu au sein du comité central du PSD au congrès de Monastir en 1971, avec 455 voix, il n'est plus membre du bureau politique. Il occupe ensuite plusieurs postes diplomatiques, dont le dernier à Genève, avant de s'éloigner définitivement de la politique après l'ascension de Zine el-Abidine Ben Ali au pouvoir.
Il est actif au sein des Scouts tunisiens et du haut comité de soutien au Club sportif sfaxien.
Il fonde le Parti libre destourien tunisien démocratique, qui se déclare comme « héritier naturel du Destour » mais ne se déclare ni socialiste ni libéral. Il est légalisé le 24 mai 2011 mais un conflit l'oppose au secrétaire général du parti, Fayçal Triki, à propos de l'adhésion au Parti El Watani Ettounsi ; Triki est favorable à la fusion alors que Chaker préfère une simple coalition, le premier bénéficiant du soutien des membres du comité directeur qui retirent « démocratique » du nom du parti. Chaker rejoint alors Nidaa Tounes individuellement et non comme représentant d'un parti et intègre son comité exécutif. Il le quitte cependant par la suite pour rejoindre l'initiative d'Omar Shabou, le Mouvement des destouriens libres.